# Chengdu FC-1 Xiaolong
Ченду FC-1 Сяолун (англ. Chengdu FC-1 Xiaolong) — многоцелевой истребитель совместной китайско-пакистанской разработки. В ВВС Пакистана самолёт имеет обозначение JF-17 Thunder.

## Разработка
FC-1 разработан китайской компанией CAC (Chengdu Aircraft Corporation) при финансовой поддержке Пакистана в конце 1990-х — начале 2000-х годов на базе производимого в КНР потомка советского МиГ-21. JF-17 оснащён двигателем РД-93 производства российского ОАО «Климов». Аэродинамика самолёта была сильно модернизирована с участием КБ МиГ, в результате чего самолёт утратил сходство с МиГ-21.
Выкатка самолёта состоялась 31 мая 2003 года, а 25 августа FC-1 совершил два восьмиминутных подлёта на аэродроме Вэньцзян (кит. трад. 溫江, упр. 温江, пиньинь Wenjiang). 3 сентября 2003 официально состоялся первый полёт нового самолёта, тогда же он получил обозначение JF-17 (Joint Fighter-17).

## Производство
7 марта 2009 года компании PAC и CAC заключили контракт о начале совместного серийного производства 42 истребителей JF-17 (Block 1). На первом этапе ВВС Пакистана получили 8 JF-17, произведённых в КНР.
К августу 2011 года уже в Пакистане было произведено 26 JF-17 (производство осуществляется на совместном предприятии компаний CAC и PAC (Pakistan Aeronautical Complex) в пакистанском городе Камра), в мае того же года стало известно, что представители КНР и Пакистана согласовали вопрос поставки для ВВС Пакистана второй партии из 50 машин (Block 2).
По состоянию на конец октября 2013 года в Пакистане было произведено 42 JF-17.
В 2014 году решено экспортировать 5-7 истребителей, переговоры по которым ведутся со Шри-Ланкой, Кувейтом, Катаром и другими дружественными странами.
В 2015 году китайская сторона предложила заменить российские двигатели на пакистанских JF-17 аналогами собственного производства, но Пакистан отказался, мотивировав решение возможной высокой стоимостью замены и отсутствием претензий к существующей силовой установке.
В перспективе, по планам, число истребителей JF-17 на вооружении ВВС Пакистана будет увеличено до 250 единиц.

## Модификации
- JF-17 Block 1
- JF-17 Block 2
- JF-17 Block 3 — образец 2019 года с АФАР KLJ-7А и широкоугольным голографическим дисплеем.

## Операторы
- Пакистан — 49 JF-17 (FC-1 Block 1) и 36 JF-17 (FC-1 Block 2), по состоянию на 2018 год[12].
- Азербайджан — 40 JF-17C (Block-III)[13][14]
- Мьянма — 16 JF-17 Block II.[15]
- Нигерия — 3 JF-17 Block II[16]

## Тактико-технические характеристики
Источник данных: Pakistan Aeronautical Complex

Технические характеристики
- Экипаж: 1 пилот
- Длина: 14,97 м
- Размах крыла: 9,46 м (с ракетами на законцовках)
- Высота: 4,77 м
- Площадь крыла: 24,4 м²
- Угол стреловидности по передней кромке: 42°
- База шасси: 4,937 м
- Колея шасси: 2,54 м
- Масса пустого: 6411 кг
- Нормальная взлётная масса: 9072 кг
- Максимальная взлётная масса: 12 474 кг
- Масса топлива во внутренних баках: 2300 кг
- Силовая установка: 1 × ТРДДФ РД-93 (или  его копия WS-13); предусматривается возможность установки GE F404/RM12 или Turbo Union RB199
  - Бесфорсажная тяга: 1 × 49,4 кН
  - Форсажная тяга: 1 × 84,4 кН

Лётные характеристики
- Максимально допустимая скорость: М=1,8
- Максимальная скорость: 1910 км/ч (М=1,6)[17], у земли 1296 км/ч
- Боевой радиус: 1350 км
- Перегоночная дальность: 2037 км (с тремя ПТБ — 3000 км)
- Практический потолок: 15 240 м
- Статический потолок: 16 700 м
- Нагрузка на крыло: 373 кгс/м²
- Тяговооружённость: 0,91 (взлётная)
- Максимальная эксплуатационная перегрузка: +8,5/-3,0 g

Вооружение
- Стрелково-пушечное: 1 × 23-мм двухствольная пушка «Тип 23-2» (копия ГШ-23Л)
- Точки подвески: 7 (2 на концах крыла, 4 под крылом и 1 под фюзеляжем)
- Боевая нагрузка: до 3630 кг
- Управляемые ракеты:  
  - «воздух-воздух»: до 4 × PL-7, PL-10, PL-12, R550 Magic 2, A-Darter, PL-5C, AIM-9L/P, MICA, Aspide
  - «воздух-поверхность»: 1 × AM-39 Exocet
- Неуправляемые ракеты: 57 мм или 90 мм
- Бомбы:  
  - до 4 × Mk.82
  - 1 × Mk.84 или GBU-10 или GBU-12
  - Durandel, Mk.20 Rockeye

## Боевое применение

### Пограничный конфликт между Индией и Пакистаном в 2019 году
В ходе пограничного конфликта между Индией и Пакистаном 27 февраля 2019 года произошёл воздушный бой между группой ВВС Индии и ВВС Пакистана. Со стороны ВВС Индии в воздушном бою приняли участие восемь истребителей, в том числе четыре Су-30МКИ и два МиГ-21УПГ «Копьё» (МиГ-21-93), со стороны ВВС Пакистана — 24 самолёта, в том числе восемь F-16. В результате воздушного боя МиГ-21  был сбит пакистанским истребителем JF-17. Пленённый индийский военный лётчик Абхинандан Вартхаман 1 марта 2019 года передан Пакистаном официальным представителям Индии.